# 리뷰 (용어)
리뷰(review)는 출판물, 제품, 서비스 또는 회사에 대한 평가이거나 문학, 정치 또는 문화 분야의 시사 문제에 대한 비판적 견해이다. 비판적 평가 외에도 리뷰 작성자는 작품의 상대적 장점을 나타내는 등급을 지정할 수 있다.
리뷰는 영화(영화 리뷰), 비디오 게임(비디오 게임 리뷰), 음악 작곡(작곡 또는 녹음에 대한 음악 리뷰), 책(서평), 자동차, 가전제품, 컴퓨터와 같은 하드웨어, 또는 비즈니스 소프트웨어, 판매 소프트웨어와 같은 소프트웨어 또는 라이브 음악 콘서트, 연극, 뮤지컬 쇼, 댄스 쇼 또는 미술 전시회와 같은 이벤트나 공연에 적용될 수 있다. 예를 들어, 문화 분야에서는 뉴욕 리뷰 오브 북스가 문학, 문화, 시사 문제에 관한 에세이 모음집이다.

## 같이 보기
- 서평
- 영화 평론
- 리액션 비디오